# Даниленко Андрій Іванович
Андрій Іванович Даниленко (Andrii Danylenko) (нар. 1960) — українсько-американський філолог, повний професор кафедри сучасних мов і культур Університету Пейс (Нью Йорк). Член Харківського історико-філологічного Товариства. Дослідник, бібліограф і перекладач мовознавчих праць Ю. Шевельова. Член багатьох європейських та американських професійних і українських товариств. Член кількох комісій при Міжнародному конгресі славістів

## Життєпис
Закінчив 1982 Харківський університет. У 1987—1990 навчався в аспірантурі (загальне мовознавство) Московського Університету Дружби народів. Закінчив докторантуру (1993—1996) при Харківському державному (тепер — національному) педагогічному університеті ім. Г. С. Сковороди. З 1999 живе й працює в Нью-Йорку. Повний професор на кафедрі іноземних мов і культур в Університеті Пейс (Нью-Йорк), співробітник Українського Наукового Інституту при Гарвардському університеті. (2004–2024), головний редактор журналу "Українська мова" (2020-2022). Здобувач престижних наукових стипендій США (ім. Фулбрайта — двічі та ім. Юджіна та Даймлер Шклярів) та Японії (Слов'янського дослідного центру при Хоккайдському університеті, Японського наукового товариства). Стажувався у Віденському університеті (1994, 1996), Інституті славістики Польської акад. наук (1996), Колумбійському університеті (1999), Гарвардському університеті (1997, 2008), Хоккайдському університеті (2009, 2013), Варшавсьвому університеті (2016). Досліджує історію української та інших слов'янських мов, проблеми індоєвропейського та ареально-типологічного мовознавства, питання слов'янського етногенезу, мовно-культурних взаємин слов'ян із мусульманським світом, історію української літературної мови. Автор численних праць зі слов'янського мовознавства та україністики. 
Викладав у Варшавському університеті (2021, 2022), Вроцлавському університеті (2023), виступав з численними лекціями на запрошення в Німеччині, Британії, Польщі, Чехії, Італії, Словаччині, Японії, Україні, Канаді, США, Австрії, Норвегії, Швеції.
Член редколегій численних журналів.
Засновник і головний редактор серії Studies in Slavic, Baltic, and Eastern European Languages and Cultures (Lexington Books-Rowman & Littlefield, US)